# Sorokina
Sorokina — рід грибів родини Dermateaceae. Назва вперше опублікована 1892 року.